# アルヴィン・ラングダン・コバーン

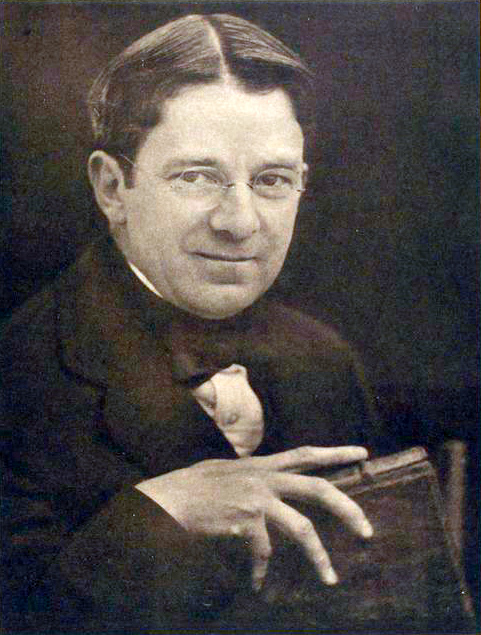
アルヴィン・ラングダン・コバーン

アルヴィン・ラングダン・コバーン（Alvin Langdon Coburn 、1882年6月11日 - 1966年11月23日）は、20世紀前半のアメリカの写真家（1912年にはイギリスに移住）。アルヴィン・ラングドン・コバーンと記載されることもある。

## サロン写真時代
1882年ボストンに生まれ、最初は美術を学んだが、写真家だった従兄のF・ホーランド・デイの勧めで写真に入った。1900年18歳の時にロンドンサロンで展示されるなど早熟の天才と言うべき写真作家となった。
1902年にはアルフレッド・スティーグリッツなどともにフォト・セセッションの創立会員となった。またリンクトリングに参加し、ピクトリアリスムの作品を多く残した。カメラ・ワークに作品を発表したり、291ギャラリーでも個展を開催している。
1906年、23歳の時、大英王立写真協会が彼のため個展を開いている。この頃の業績としては1909年に出版した写真集『ロンドン』、1912年に出版した写真集『ニューヨーク』、またイギリスやフランスの人たちのポートレートを集め1913年『メン・オブ・マーク』と1922年に出版したその続編がある。この頃の写真は絵画追従でソフト描写のいわゆるサロン写真であったが、人物の把握はしっかりしており、日本の営業写真家にも影響を与えた。

## 抽象写真時代
しかし彼の天才性を真に示すのは写真における抽象表現の分野であった。
1913年にロンドンで開いた個展で、高層建築の上層から真下の広場や街路や建物を俯瞰撮影することで遠近感を消して抽象的なパターンと化した『頂上から見たニューヨーク』という5枚の作品を展示した。
ヴォーティシズムの影響を受け、三角形につなぎあわせた3枚の鏡の中へカメラレンズを突っ込んで撮影する特別な写真機ヴォルトスコープ（Vortescope ）を制作し、1917年極めて抽象的な写真作品『ヴォルトグラフ』（Vortograph ）を残している。
ピクトリアリスムのみならずストレートフォトグラフィの作品もあるが、スティーグリッツのようにストレートに完全に移行することなく、ピクトリアリスムの傾向を留めていたと言える。
1918年には北ウェールズに移住し、間もなく写真界を引退、1966年11月23日北ウェールズで死去した。引退が早かったためこの当時でもほとんど知られていなかった。

## 外部サイト
- George Eastman House
- Master of Photographyより
  - 図版1
  - 図版2
  - 図版3
  - 図版4
  - 図版5
  - 図版6
  - 図版7
  - 図版8
  - 図版9
  - 図版10
  - 図版11